# Dariusz Libionka
Dariusz Marian Libionka (ur. 25 czerwca 1963 w Bielsku-Białej) – polski historyk, doktor habilitowany nauk społecznych, profesor nadzwyczajny w Instytucie Filozofii i Socjologii Polskiej Akademii Nauk.

## Życiorys
Absolwent Katolickiego Uniwersytetu Lubelskiego (1991). W latach 1994–1998 pracował jako asystent, w latach 1999–2005 jako adiunkt w Pracowni dziejów Polski po 1945 r. w Instytucie Historii im. Tadeusza Manteuffla Polskiej Akademii Nauk. W 1998 na podstawie rozprawy pt. „Kwestia żydowska” w prasie katolickiej w Polsce w latach trzydziestych XX wieku napisanej pod kierunkiem Krystyny Kersten uzyskał w Instytucie Historii im. Tadeusza Manteuffla Polskiej Akademii Nauk stopień doktora nauk humanistycznych w zakresie historii, specjalność: historia. W latach 1999–2007 był głównym specjalistą w Oddziałowym Biurze Edukacji Publicznej lubelskiego oddziału IPN. Od 2005 pracował jako adiunkt w Zakładzie Badań nad Zagładą Żydów Instytutu Filozofii i Socjologii PAN (IFiS PAN). Od 2007 kierował równocześnie działem naukowym Państwowego Muzeum na Majdanku.
W 2013 na podstawie dorobku naukowego oraz rozprawy pt. Bohaterowie, hochsztaplerzy, opisywacze. Wokół Żydowskiego Związku Wojskowego otrzymał w Instytucie Studiów Politycznych Polskiej Akademii Nauk stopień doktora habilitowanego nauk społecznych w zakresie nauk o polityce, specjalności: historia II wojny światowej, stosunki polsko-żydowskie, historia Holokaustu.
Jest członkiem Centrum Badań nad Zagładą Żydów IFiS PAN i od 2005 redaktorem naczelnym rocznika naukowego „Zagłada Żydów. Studia i Materiały”. 
Publikował m.in. w czasopismach: „Dzieje Najnowsze”, „Kwartalnik Historii Żydów”, „Karta”, „Polska 1944/1945–1989”, „Yad Vashem Studies” oraz w „Tygodniku Powszechnym”.

## Odznaczenia
W 2008  odznaczony Krzyżem Kawalerskim Orderu Odrodzenia Polski przez prezydenta Lecha Kaczyńskiego.

## Wybrane publikacje
- Zagłada Żydów w Generalnym Gubernatorstwie, Lublin 2017 ISBN 978-83-62816-34-7.
- Klucze i kasa. O mieniu żydowskim w Polsce pod okupacją niemiecką i we wczesnych latach powojennych 1939–1950, Stowarzyszenie Centrum Badan nad Zagładą Żydów, Warszawa 2014, 629 s. (red. nauk. z Janem Grabowskim).
- Bohaterowie, hochsztaplerzy, opisywacze. Wokół Żydowskiego Związku Wojskowego, wyd. Stowarzyszenie Centrum Badań nad Zagładą Żydów, Warszawa 2012 (z Laurence'em Weinbaumem).
- Barbara Engelking, Dariusz Libionka, Żydzi w powstańczej Warszawie, Stowarzyszenie Centrum Badań nad Zagładą Żydów, Warszawa 2009.
- Prowincja Noc. Życie i zagłada Żydów w dystrykcie warszawskim, Centrum Badań nad Zagładą Żydów IFiS PAN, Warszawa 2007; red. wspólnie z B. Engelking-Boni i J. Leociakiem.
- Armia Krajowa i Delegatura Rządu wobec eksterminacji Żydów [w:] Polacy i Żydzi pod okupacją niemiecką 1939–1945, red. A. Żbikowski, IPN, Warszawa 2006, IPN, ISBN 83-60464-01-4.
- Akcja Reinhardt. Zagłada Żydów w Generalnym Gubernatorstwie, IPN Warszawa 2004.
- Duchowieństwo diecezji łomżyńskiej wobec antysemityzmu i zagłady Żydów [w:] Wokół Jedwabnego, red. P. Machcewicz, Krzysztof Persak, Warszawa 2002.
- Die Kirche in Polen und der Mord an den Juden im Licht der polnischen Publizistik und Historiographie nach 1945, „Zeitschrift für OstmittelEuropa – Forschung“ 2002, nr 2.
- Obcy, wrodzy, niebezpieczni. Obraz Żydów i „kwestii żydowskiej” na łamach prasy inteligencji katolickiej w latach trzydziestych, „Kwartalnik Historii Żydów” 2002, nr 3.
- Brakujące ogniwo. Sowiecka literatura antysyjonistyczna w Polsce przed i po Marcu 1968 [w:] Komunizm. Ideologia , system, ludzie, red. T. Szarota, Warszawa 2001.
- The Catholic Church in Poland and the Holocaust, 1939–1945 [w:] The Holocaust and the Christian World, ed. C. Ritter, S. D. Smith, I. Steinfeld, London 2000.
- Kwestia żydowska – myślenie za pomocą clichés. Przypadek „Odrodzenia” 1935–1939, „Dzieje Najnowsze” 1995, nr 3.[5][6]